# Clear
«Limpio» —título original en inglés: «Clear»— es el décimo segundo episodio de la tercera temporada de la serie The Walking Dead. Se transmitió en AMC en los Estados Unidos el 3 de marzo de 2013. En España, el episodio se transmitió el 4 de marzo, mientras que en Latinoamérica el episodio se emitió el 5 de marzo del mismo año respectivamente por FOX International.[cita requerida] El episodio está dirigido por Tricia Brock y el guion estuvo a cargo de Scott M. Gimple. En este episodio, Rick, Carl y Michonne viajan hasta King County en busca de armas y municiones para defenderse del inminente ataque de Woodbury a la prisión. Allí, Rick se reencuentra con Morgan Jones (Lennie James), el hombre que le salvó la vida.

## Argumento
Rick (Andrew Lincoln), Carl (Chandler Riggs) y Michonne (Danai Gurira) inician un viaje hasta King Country (el lugar natal del sheriff y su hijo) con el único objetivo de obtener las armas necesarias para su inminente enfrentamiento en contra del Gobernador y sus fuerzas. Al llegar al lugar, los tres descubren sorprendidos que el departamento de policía donde se encontraban las armas ha desaparecido. El trío continua explorando King Country y terminan enterándose de que la entrada al vecindario de los Grimes ha sido transformada en una barrera llena de trampas contra caminantes y con advertencias para otros sobrevivientes. Poco después aparece un sobreviviente armado con un rifle que trata de asaltar el grupo, pero gracias a la intervención de Carl, consiguen derrotar al peligroso hombre armado quien resulta ser nada más y nada menos que Morgan Jones (Lennie James).
Rick convence a Michonne y a su hijo de llevar a un inconsciente Morgan a la casa que usa como refugio, la cual tiene todas las armas del arsenal y está llena de trampas para intrusos. A pesar de las insistencias de Michonne por solo tomar las armas y marcharse, Rick sintiéndose en deuda con Morgan, decide por esperar a que el hombre que alguna vez le salvó la vida despierte. Carl, por su parte, quiere explorar el pueblo alegando que solo quiere encontrar una cuna para su hermana, Michonne se ofrece voluntariamente a acompañarlo, causando cierta incomodidad en el niño. Cuando Morgan despierta, Rick contempla que el hombre del que se despidió hace algún tiempo ya no existe y ahora solo es un sobreviviente perturbado y enloquecido por la muerte de su único hijo, que de acuerdo a las incoherencias del mismo murió asesinado por su madre zombificada. Rick trata de convencer inútilmente a Morgan de unirse a su grupo afirmándole que tienen una prisión como refugio y que estarán a salvo allí. Sin embargo Morgan nota que tienen una guerra contra otro grupo al ver que se están llevando demasiadas armas y, por consiguiente deniega.
En las calles de King Coutry, Carl trata de perder de vista a Michonne, pero cuando la última atrapa al niño en sus planes. Carl finalmente se ve en la obligación de confesar que quiere conseguir algo más que una simple cuna. Los dos terminan en un restaurante abandonado para recuperar el último retrato intacto que queda de la familia Grimes, pero su misión se ve interrumpida al ser acorralados por varios caminantes en el lugar. Michonne usa su destreza para recuperar el retrato sola, y Carl le confiesa que conseguirlo era importante para poder mostrarle a su hermana cómo solía ser su madre.
Tras conseguir todo lo que habían venido a buscar, Rick, Carl y Michonne deciden marcharse de King Country para regresar a la prisión. Rick le extiende a Morgan una vez más la invitación de unirse a su grupo, solo para volver a ser rechazado por él mismo. Antes de irse, Rick por primera vez desde la pérdida de Lori comienza a cuestionarse su estado mental y opta por dejar que Michonne conduzca de regreso. En el camino los mismos contemplan los restos de un mochilero a quien habían ignorado en el inicio del viaje y se detienen solo para llevarse la mochila.

## Producción
El episodio se centra en el viaje a King County, por lo que la mayoría del reparto principal no aparece. Sarah Wayne Callies, Laurie Holden, Norman Reedus, Steven Yeun, Lauren Cohan, Michael Rooker, David Morrissey, Melissa McBride y Scott Wilson no aparecen en este episodio, pero igual son acreditados. Emily Kinney tampoco aparece en este episodio. 
"Clear" fue dirigido por Tricia Brock, quien se integró al equipo de la serie con este episodio. El guion del episodio fue escrito por supervisor de producción Scott M. Gimple, haciéndolo su quinto guion escrito tras su integración al equipo de guionistas en la segunda temporada. Gimple fue anunciado como el reemplazo de Glen Mazzara como el nuevo showrunner de la cuarta temporada desde febrero de 2013.

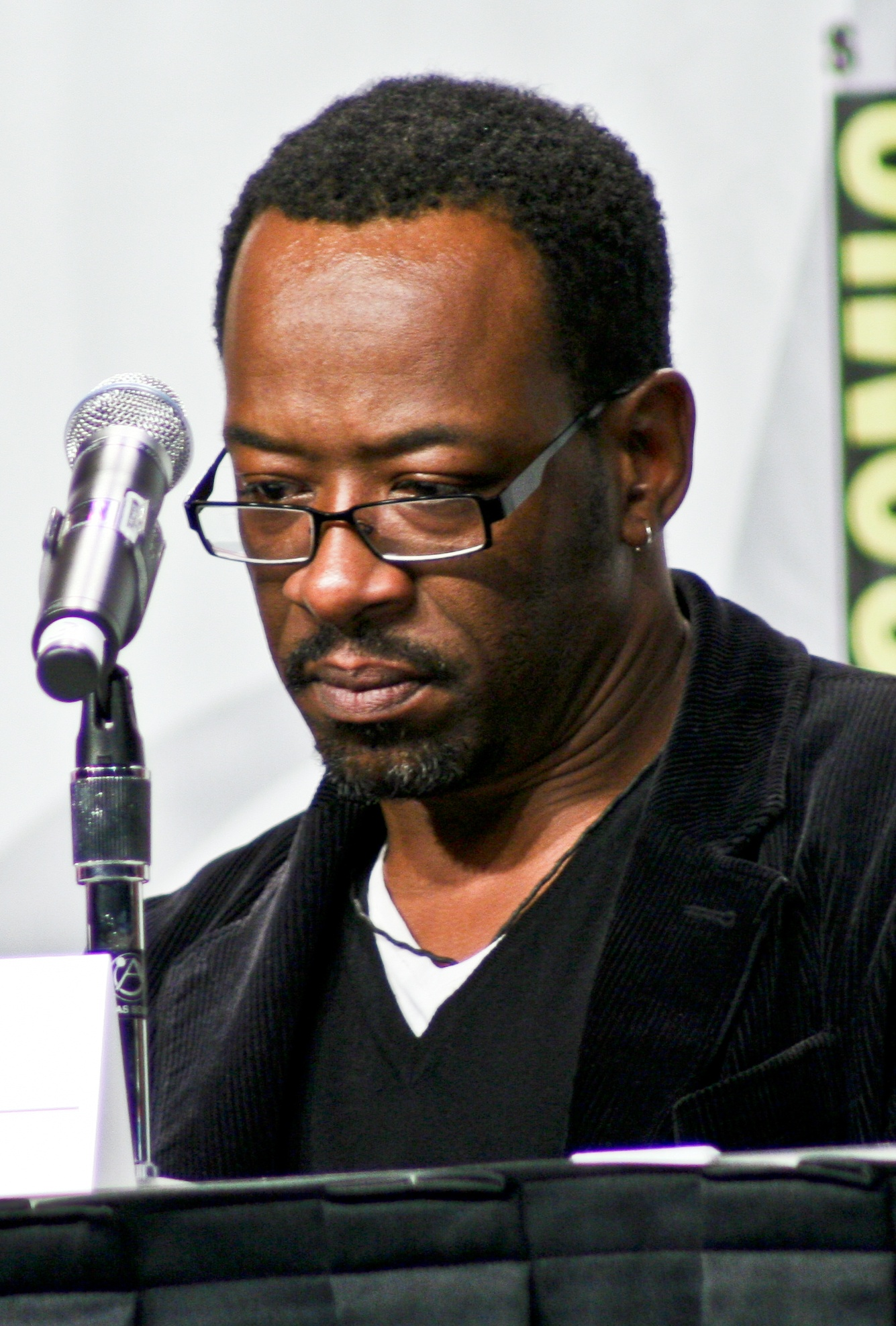
Lennie James, estrella invitada del episodio.

### Actuación
Desde que se anunció que la trama de la tercera temporada estaría centrada en la prisión, los fanes y el público de la serie se cuestionaron la posibilidad de volver a ver a Lennie James como Morgan Jones.

### Guion
El episodio reintegró a la serie al personaje de Morgan Jones, quien al igual que en los cómics, fue encontrado en un estado mental inestable a causa de la muerte de su hijo. Sin embargo la gran diferencia entre los dos formatos radica en que Morgan se une al grupo de Rick en los cómics mientras que en la serie declina de hacerlo.
Sobre la situación alrededor de lo ocurrido con el reencuentro de Morgan con Rick, la productora ejecutiva de la serie Gale Anne Hurd en un reportaje de Tv Guide comentó: "Él [Morgan] para Rick es el fantasma de la navidad futura. Si el no junta todo, esa es la advertencia de lo que se puede convertir." También añadió sobre las consecuencias de su semi locura: "Ya viene. Será como sus acciones han afectado a los demás."
En una entrevista con Inside TV, Robert Kirkman definió el título del episodio:
Clark Collis: Morgan habló sobre “limpiar” un par de veces — y el episodio fue titulado "Limpiar" ¿Que significa?
Robert Kirkman: Significa muchas cosas. A simple vista son los balbuceos de un lunático pero también se trata sobre él tratando de limpiar su vida y limpiar cualquier enredo por ahí. Él vive para sí mismo por lo que está tratando de limpiar su cabeza. Es básicamente sobre el deshaciéndose de su esposa y de su hijo y la única manera de sobrevivir es limpiar su área.

## Recepción

### Índice de audiencia
La transmisión original, el 3 de marzo de 2013, fue vista por aproximadamente 11.296 millones de televidentes, un aumento en la audiencia de los dos episodios anteriores.

### Críticas
El episodio ha sido recibido positiva mente por los críticos y el público de la serie:
Zack Handlen de The Av Cub le dio al episodio una A en una categoría de la A a la F argumentando: "Lo que es impresionante sobre todo eso eso es esto, en la mayor parte, del guion de Gimple no está tratando de reinventar la rueda. Todo en este episodio tiene mucha lógica de todo lo demás; no hay grandes giros (incluso la revelación de la muerte de Duane de alguna forma evoco a “Days Gone Bye”), y los motivaciones del comportamiento son reveladoras, solo con la desesperación de Rick cavando muy profundo en su pasado."
Julio Vélez de CinePremiere le dio al episodio cuatro estrellas y media de cinco con grandes observaciones positivas: "Algunos podrían quejarse de la forma tan cortante en la que se rompe la narrativa del episodio anterior “I Ain't a Judas”, pero lo cierto es que no es la primera vez que sucede en la serie y este tipo de "recesos" son algo recurrente en seriales de TV. Lo admirable es la forma en la que se integra este “episodio perdido” donde por fin sabemos qué ocurre con Morgan y su hijo, la forma en la que en todo ese tiempo puede corromperse la psique de un hombre solitario que, ante todo, se rehúsa a morir. “Clear” es la palabra que Morgan escribe una y otra vez en las paredes de su refugio, lo que demuestra su deseo demente por limpiar a su propio modo aquel mundo plagado de caminantes putrefactos."